# شارلن بارنت
شارلن بارنت (بالإنجليزية: Charlene Barnett)‏ هي لاعب كرة قاعدة أمريكية، ولدت في 13 مارس 1928 في إلجين في الولايات المتحدة، وتوفي بنفس المكان في 25 يناير 1979.